# Chapelle Notre-Dame de Lambader
Pour les articles homonymes, voir Chapelle Notre-Dame et Notre-Dame.
La chapelle Notre-Dame de Lambader est une chapelle de dévotion et de pèlerinage à la Vierge Marie sise dans la commune de Plouvorn, dans le département du Finistère.

## Localisation
La chapelle est située au hameau de Lambader, au sud-est du village de Plouvorn, à la limite de la commune avec celle de Plougourvest, au creux d'un petit vallon boisé. L'édifice n'est pas ceint d'un enclos mais occupe la partie méridionale d'un placître de plan légèrement incliné vers lui et arboré à l'est autour d'un calvaire. En contrebas de l'angle sud-est de la chapelle se trouve la fontaine de dévotion ornée d'une Pietà.

## Histoire
La chapelle de Lambader a été construite entre 1432 et 1440. Le nom Lambader proviendrait d'une déformation de saint Patern, qui fut évêque de Vannes.
Lambader est une ancienne commanderie de l'ordre des Templiers et devint ensuite un prieuré de l'ordre de Saint-Jean de Jérusalem.
Alors qu'elle menace à la ruine à la fin du XIXe siècle, elle fait partie des cinq édifices religieux du Finistère classés par liste des monuments historiques protégés en 1840, destinée à débloquer des fonds pour une restauration en urgence. Malgré trois restaurations antérieures, la chapelle est reconstruite entre 1875 et 1881 d'après des plans originaux.
Selon La Semaine religieuse de Quimper et de Léon, 25 000 personnes assistèrent au pardon de Lambader le lundi de Pentecôte 1916.

## Architecture

### Extérieur

#### Le clocher

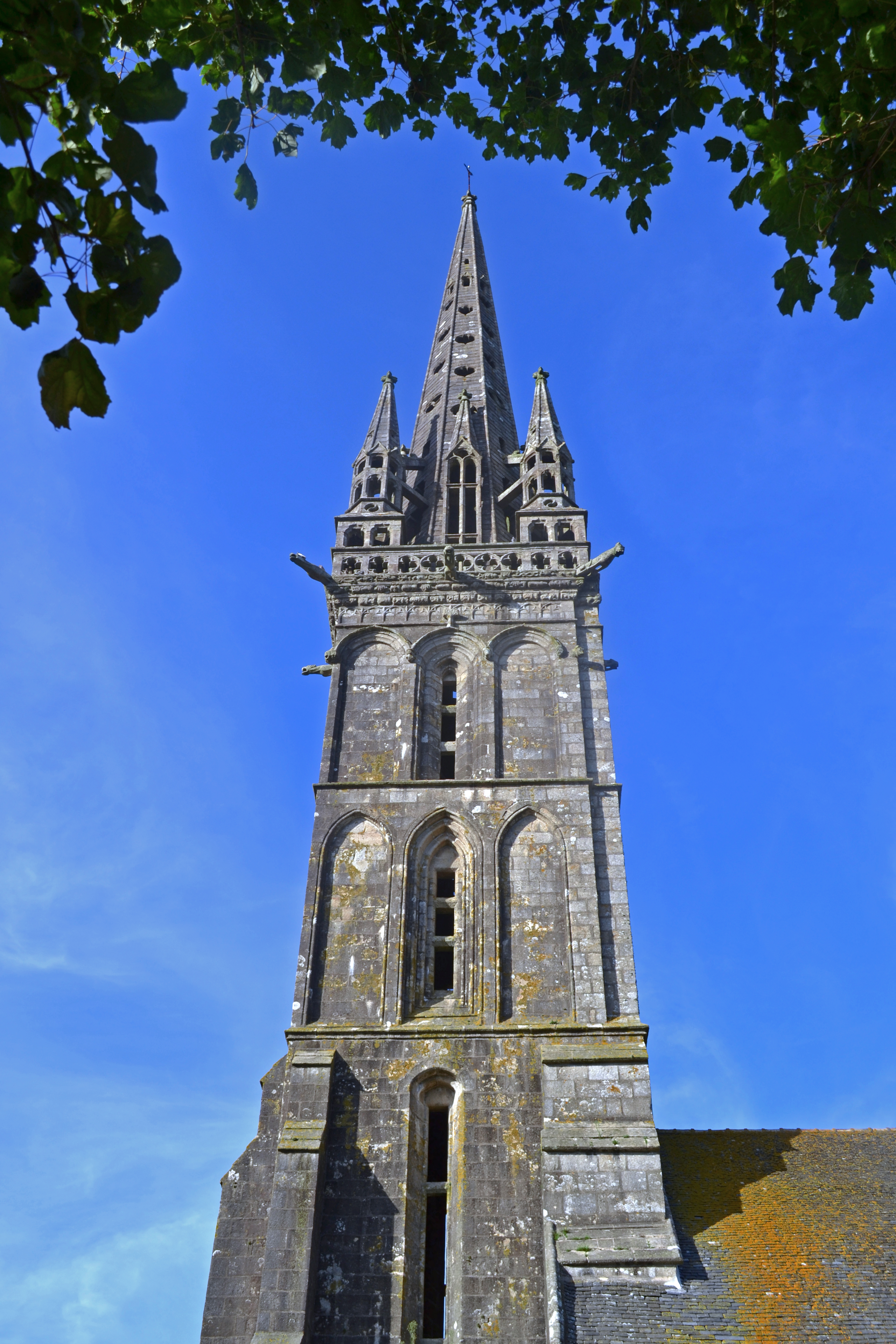
Le clocher de 58 m.

Haut de près de 58 mètres, le clocher de Notre-Dame de Lambader s'inscrit dans la lignée des grands clochers léonards entamée à la collégiale Notre-Dame-du-Mur de Morlaix au diocèse de Tréguier et à la chapelle Notre-Dame-du-Kreisker de Saint-Pol-de-Léon. La filiation se poursuit à Landivisiau, Bodilis et Sizun, ouvrages qui présentent avec Lambader la particularité d'être des clochers-porches. L'équilibre et la hardiesse de ses proportions témoignent de l'orgueil des paroisses et trèves de Basse-Bretagne se livrant une véritable compétition à qui bâtirait le clocher le plus haut et le plus beau. Un dicton local traduit bien cette émulation : "À défaut du Kreisker, rien n'égale Lambader"
Pour autant, cette fierté locale, classée dès 1840, faillit définitivement disparaître au milieu du XIXe siècle.
En effet, le clocher était originellement étayé à sa gauche par un arc triomphal, supprimé au cours des années 1830 et qui, donnant accès au cimetière, joignait la maison Ar Presbytal. Au sud, le clocher était mitoyen de la maison du Gouverneur qui disparut dès 1825. La destruction progressive de son environnement architectural compromis la stabilité de l'ouvrage. Ébranlées par une tempête le 2 juin 1836, la flèche et la partie supérieure de la tour durent finalement être démontées de 1837 à 1841. Le clocher ne fut reconstruit qu'à partir de 1881 par l'entrepreneur quimperois Jean-Louis Le Naour, après que le corps de l'édifice ait été restauré de 1875 à 1877.

#### Le corps de l'édifice

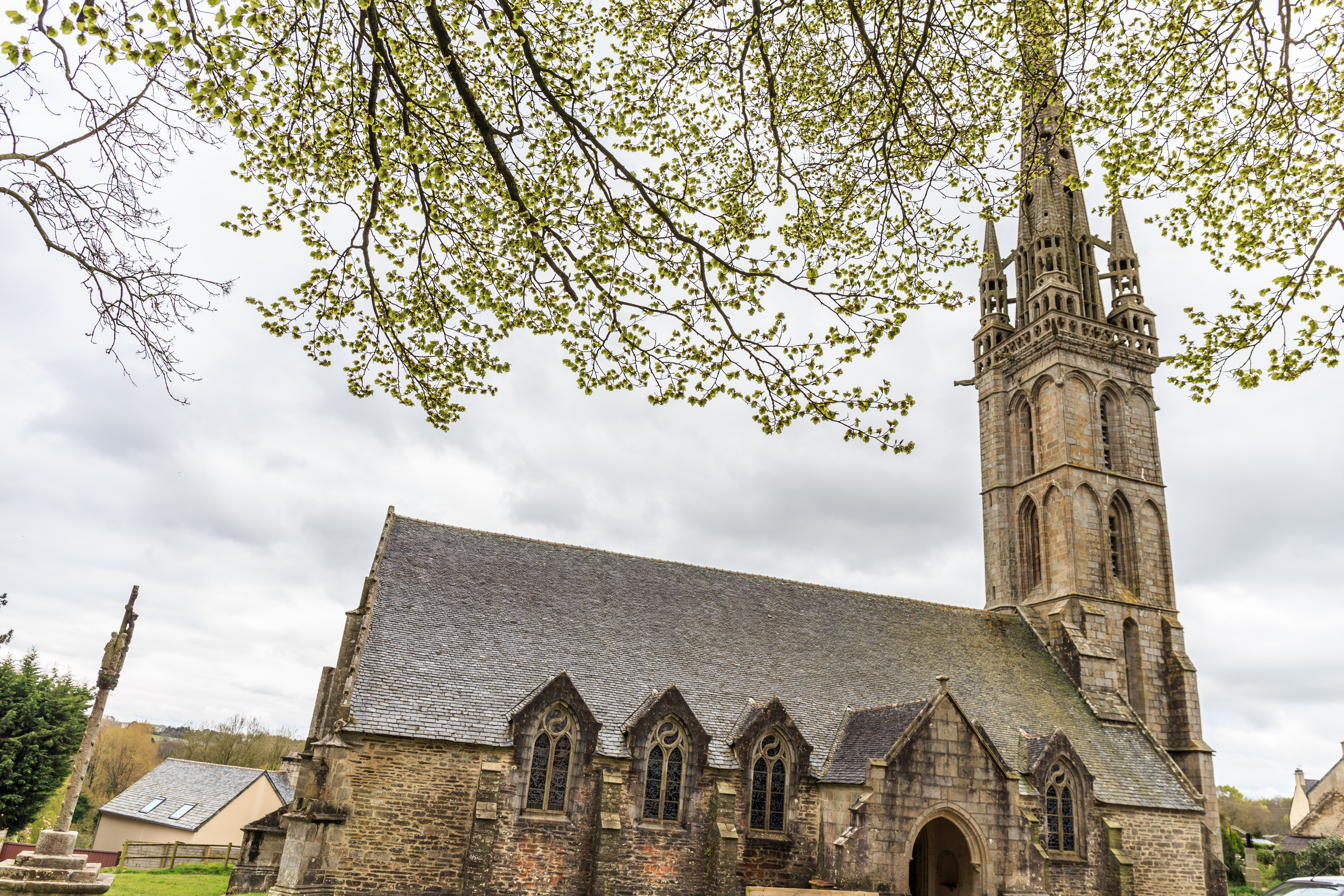
Façade nord

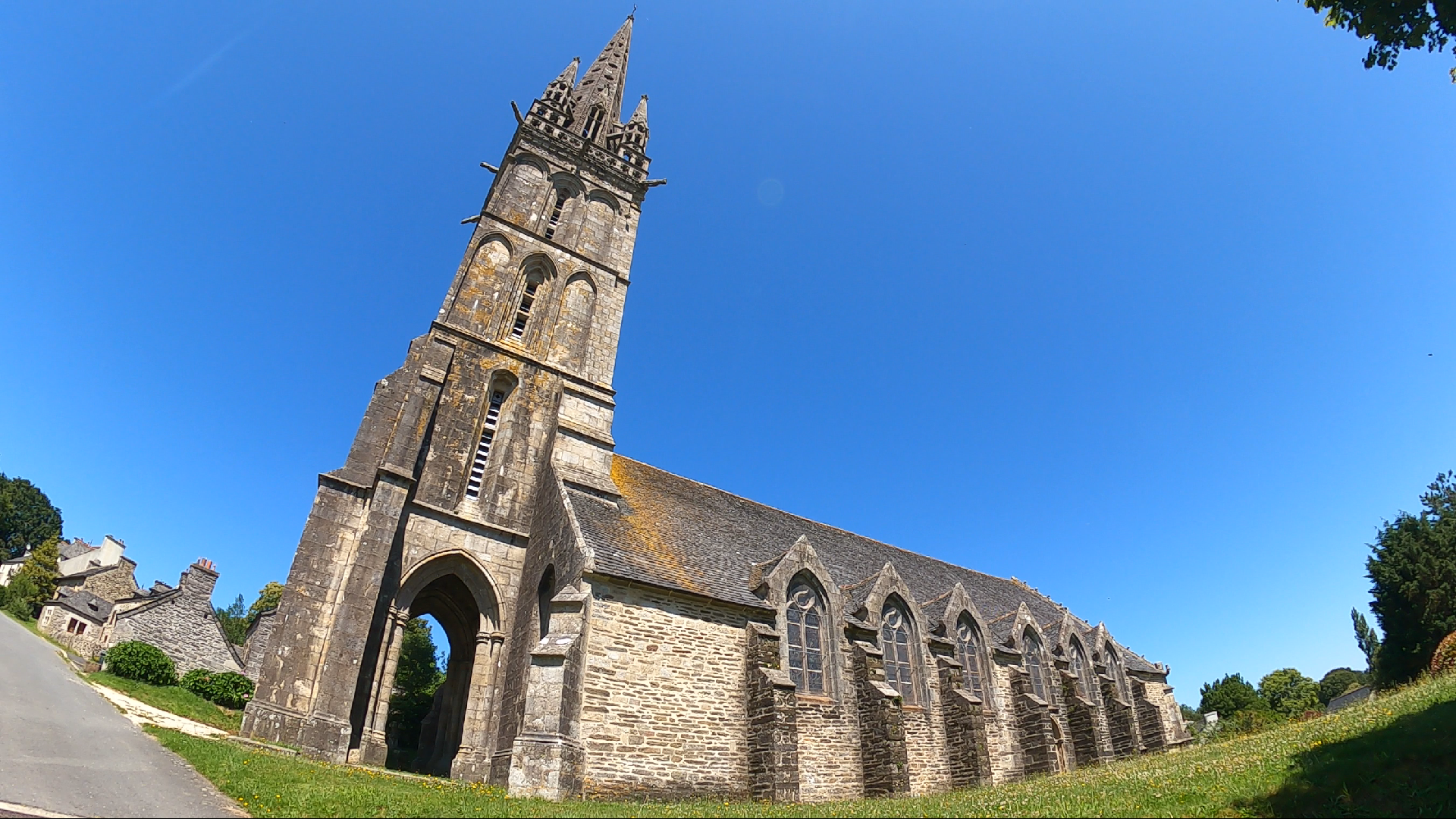
Façade sud

La distribution intérieure de la chapelle de Lambader est facilement appréhendable en faisant le tour de l'édifice. Hormis le clocher, le porche nord et la sacristie construits hors-d’œuvre, la chapelle se présente comme un édifice de plan basilical, dénué de transept, à chevet droit, et s'inscrivant dans un rectangle.

### Intérieur
Inscrit dans un rectangle régulier de 28 m de long sur 14 m de large, la chapelle se compose de trois vaisseaux séparés par des files de piliers octogonaux. Groupés par trois, de part et d'autre de massifs de maçonnerie plus puissants au plan losangé, ceux-ci déterminent huit travées d'une largeur de 6 m dans la nef, de 3,90 m et 4,10 m dans les collatéraux nord et sud.
Notre-Dame-de-Lambader appartient au groupe des églises à nef obscure, un même toit venant couvrir ses trois vaisseaux. La maîtresse-vitre du chevet n'assure ainsi qu'un éclairage direct parcimonieux de la nef principale. Des files de fenêtres passantes dans les nefs latérales permettent néanmoins de pallier le défaut de clarté tout en animant à l'extérieur les façades latérales de l'édifice.
L'élévation du vaisseau central compte deux étages : grandes arcades ogivales retombant sur les piliers par l'intermédiaire de chapiteaux parfois sculptés, et pseudo triforium groupant entre deux demi-colonnes trois baies aveugles recoupées une section sur deux. Ce mur-bahut, d'un aspect assez peu soigné, porte un lambris en berceau brisé. Dépourvu de sablières sculptées, maintenu par de simples entraits, ce douvis n'est agrémenté que d'arcs doubleaux et de poinçons.

### Vitraux

Une partie des photos des vitraux publiées sur Wikimedia Commons :
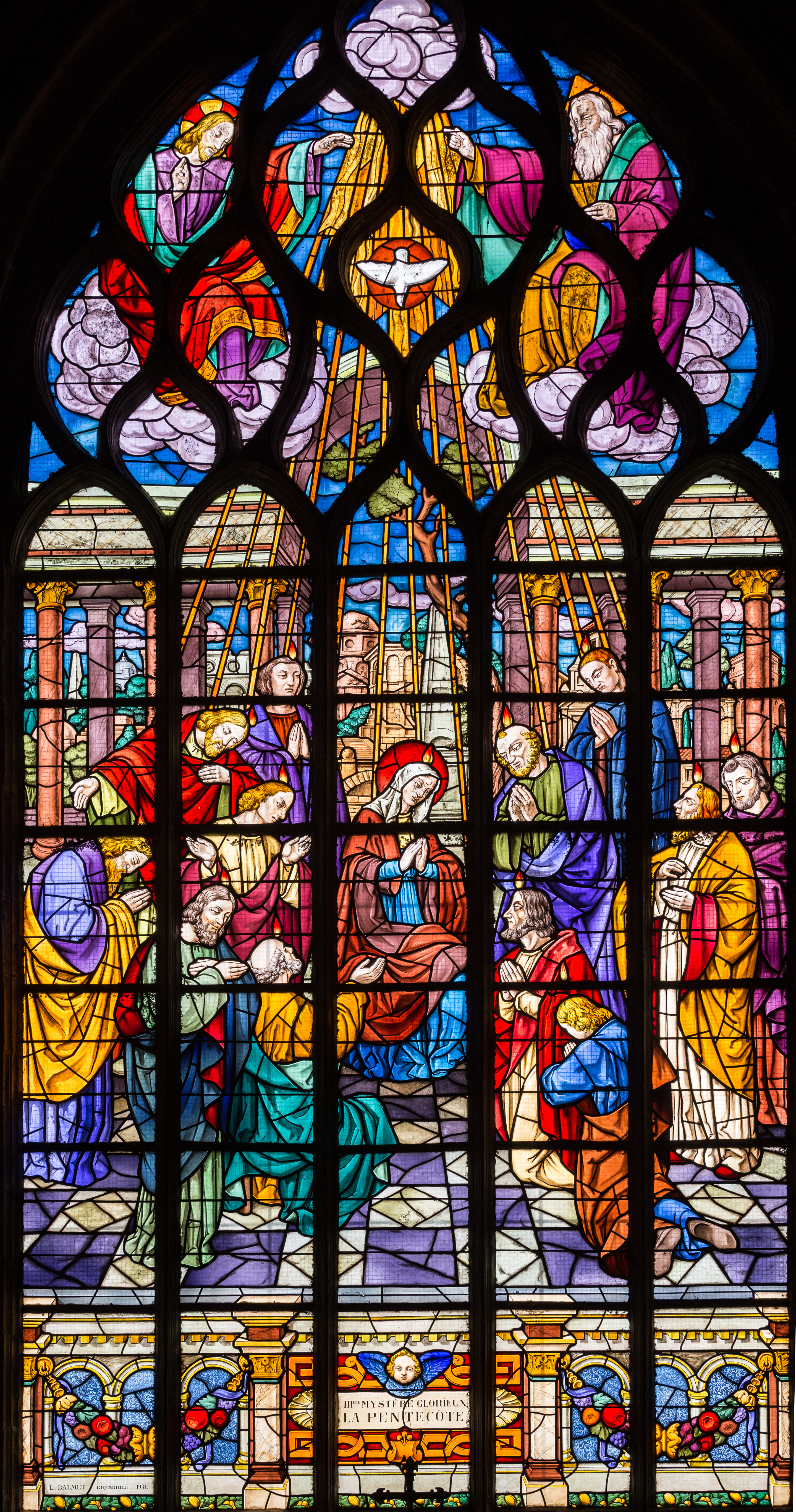
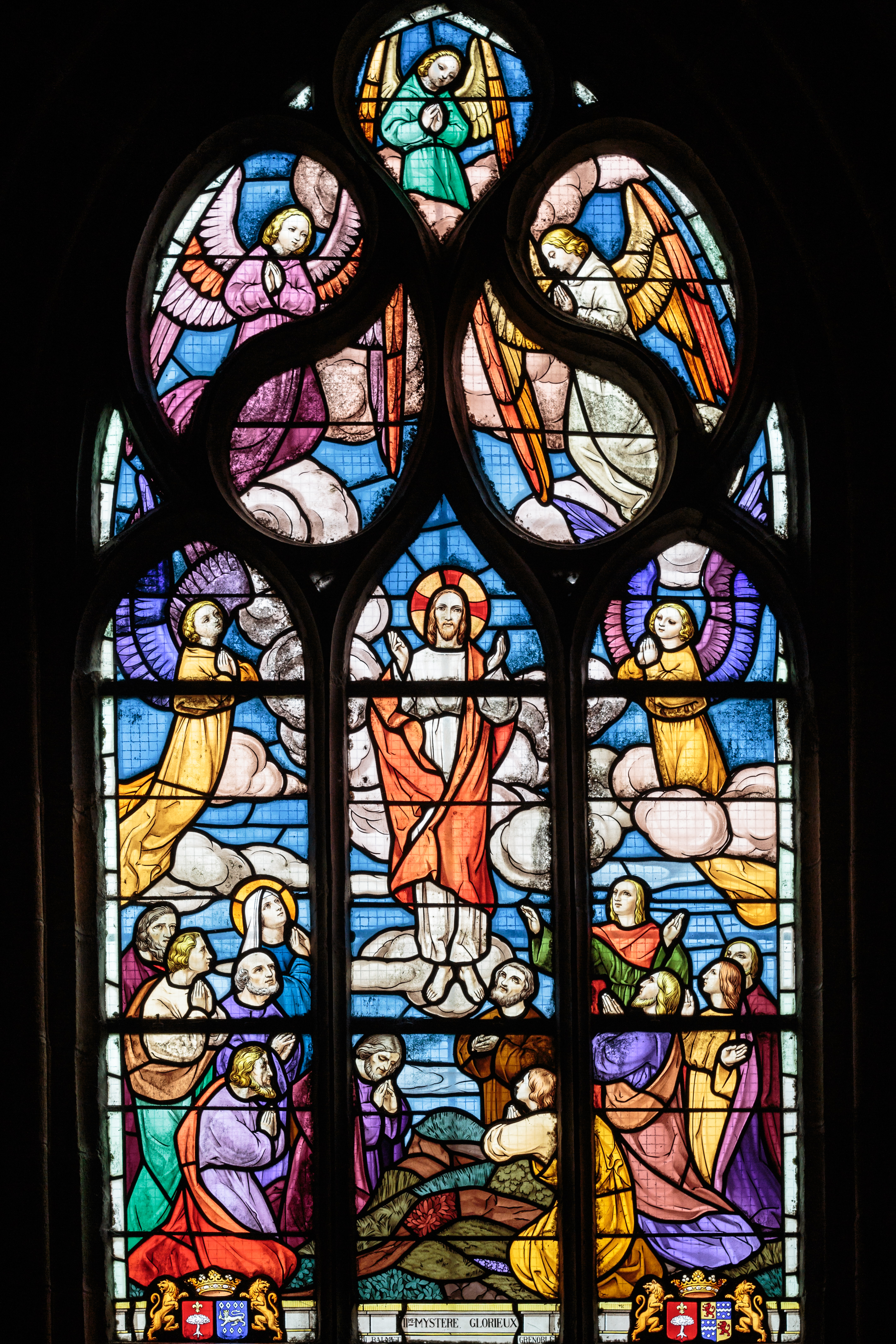
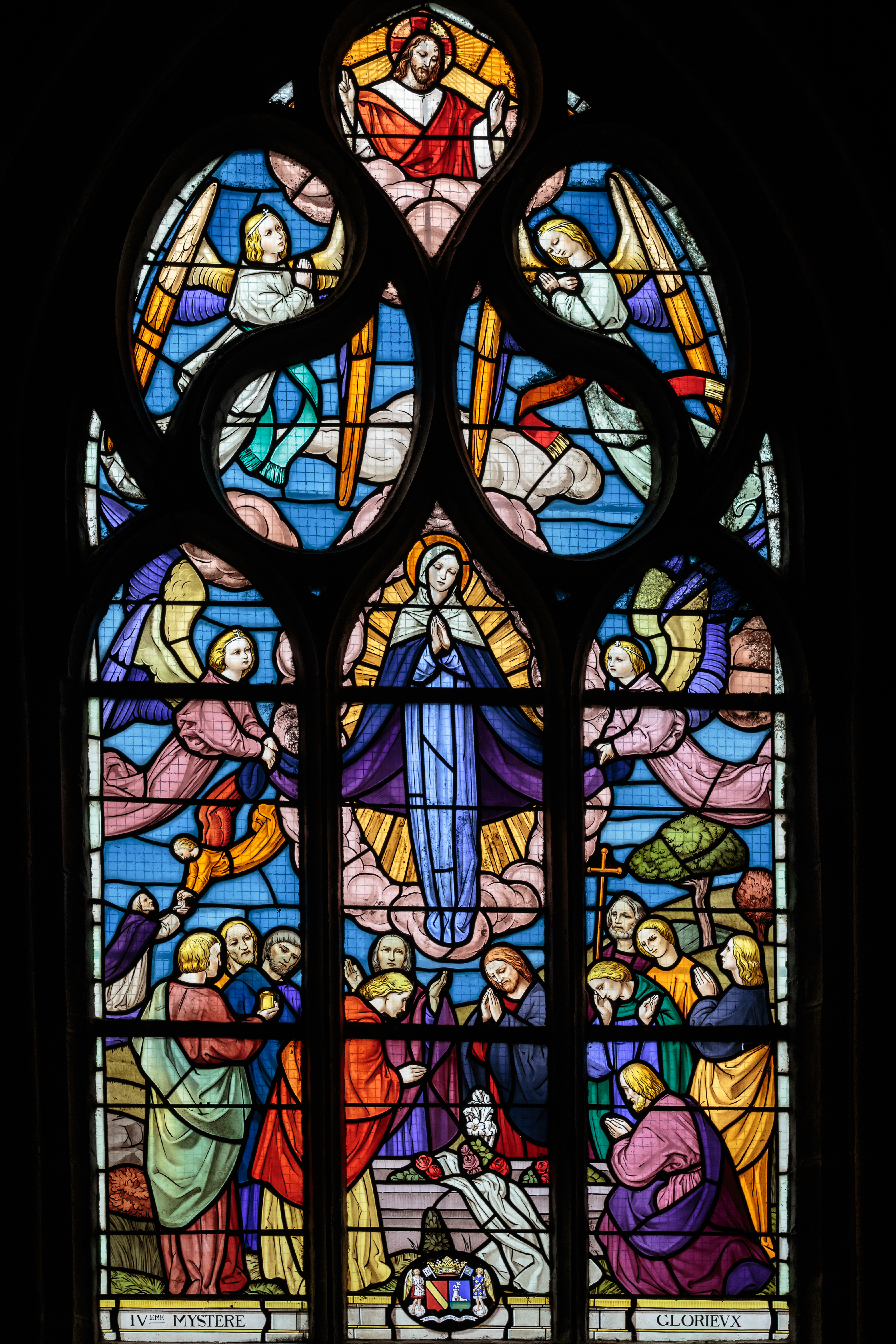
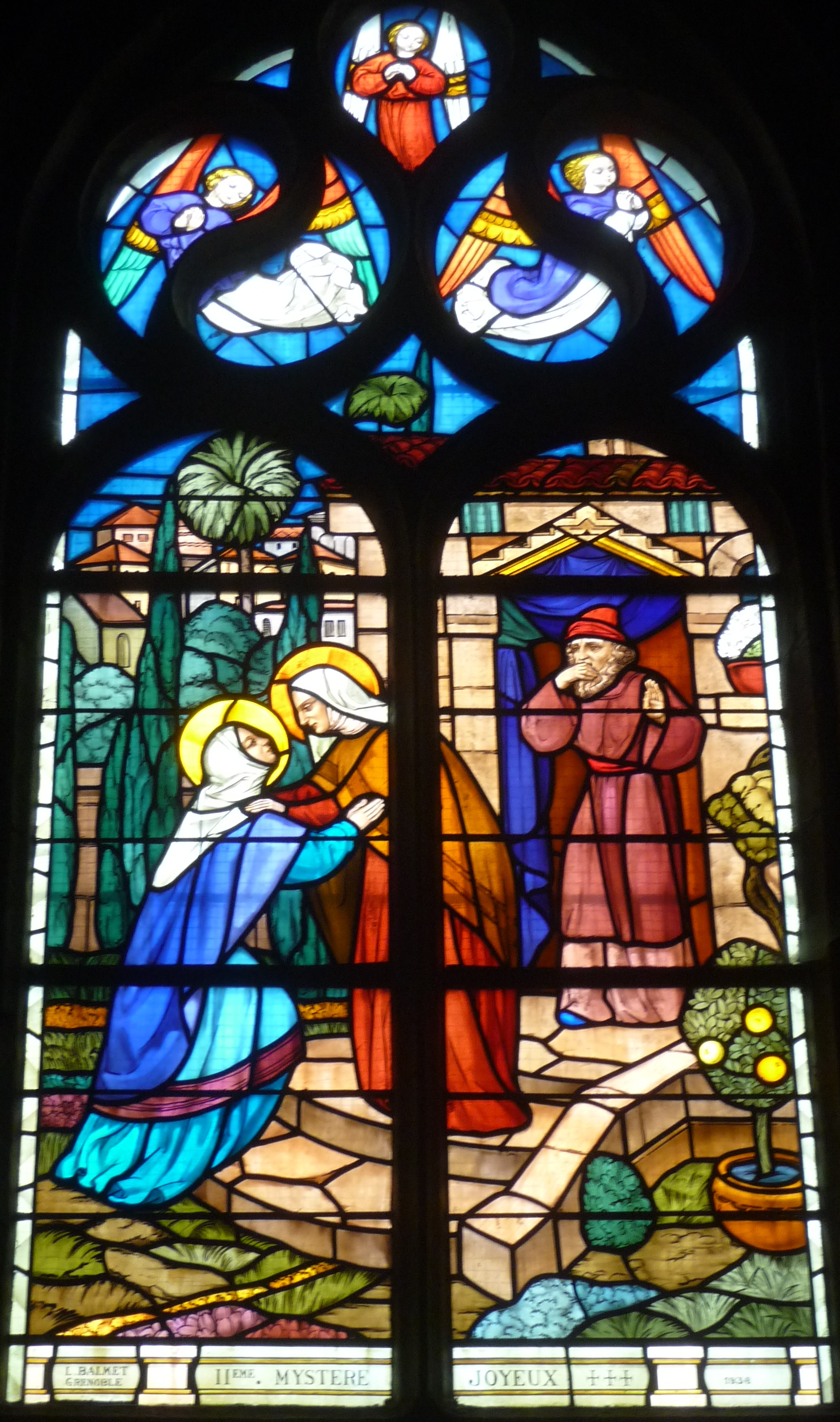
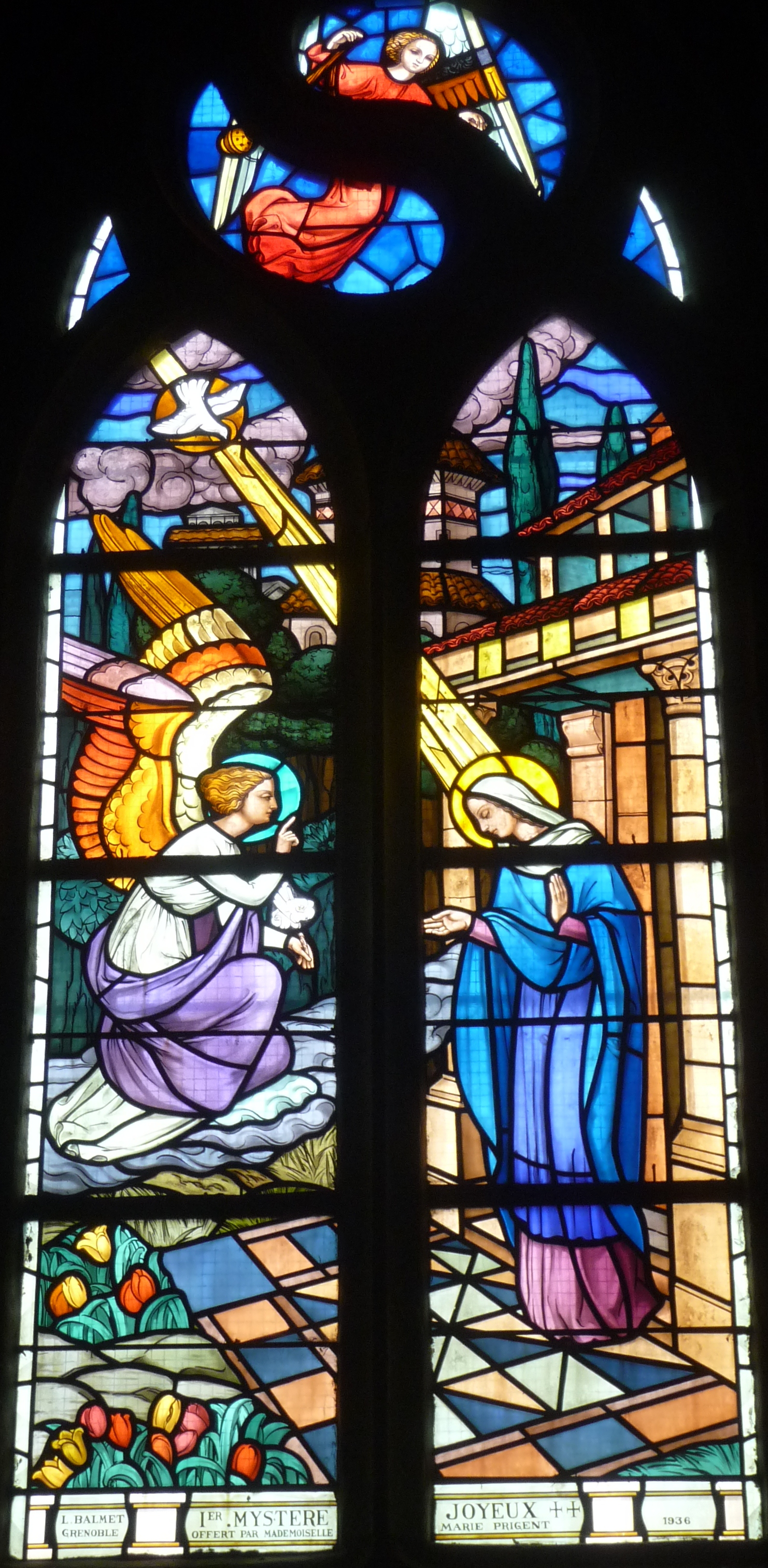
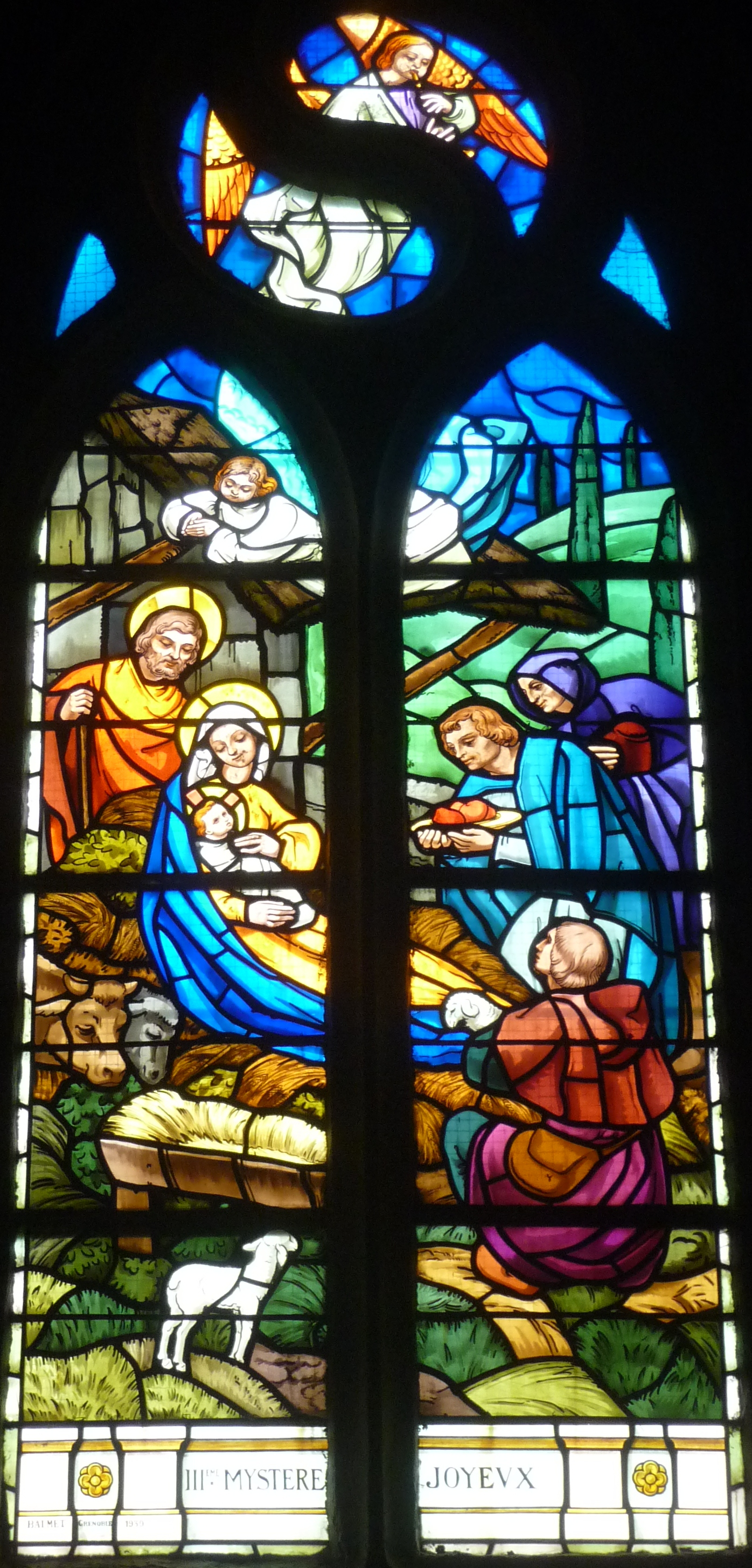
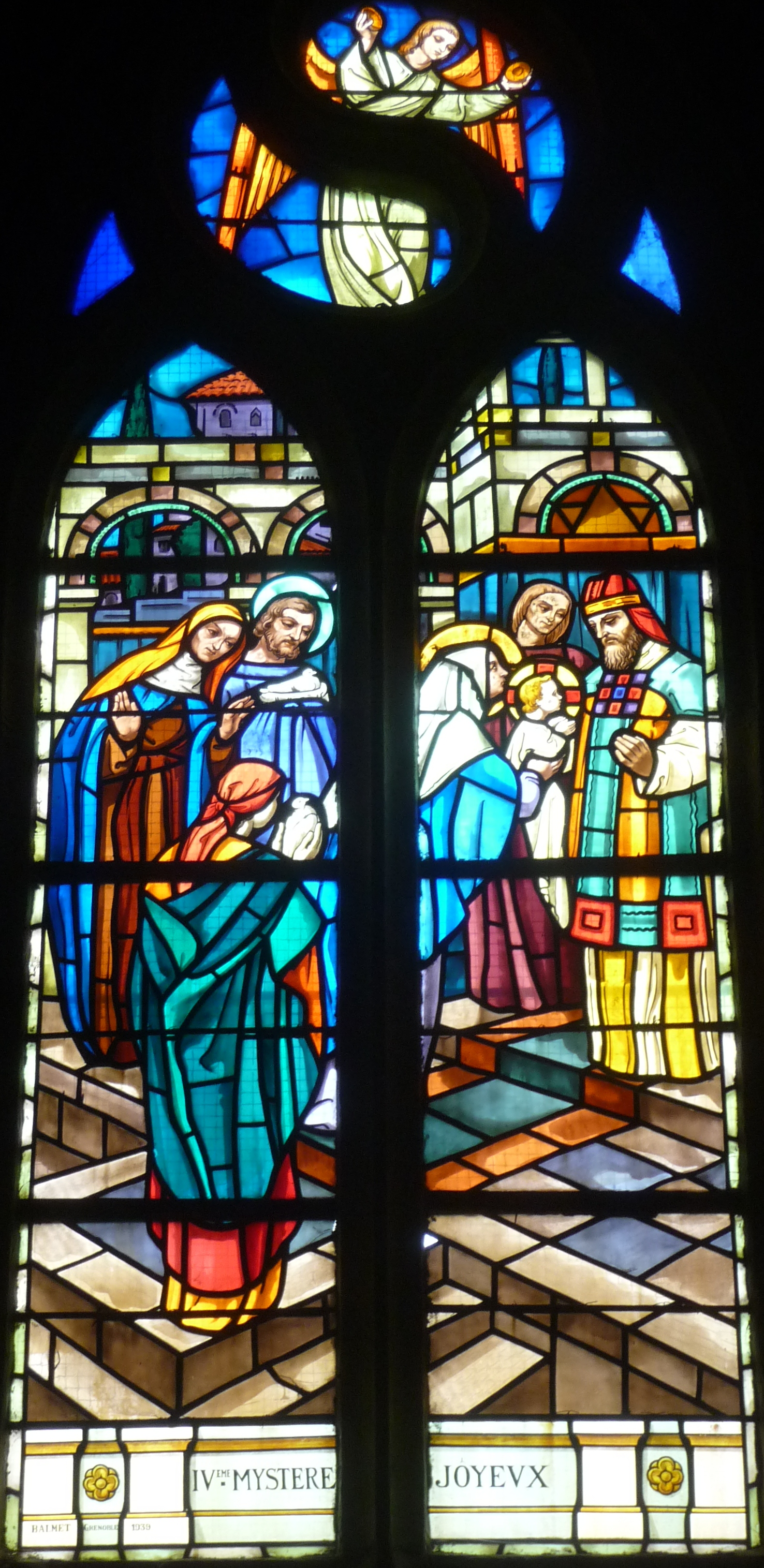
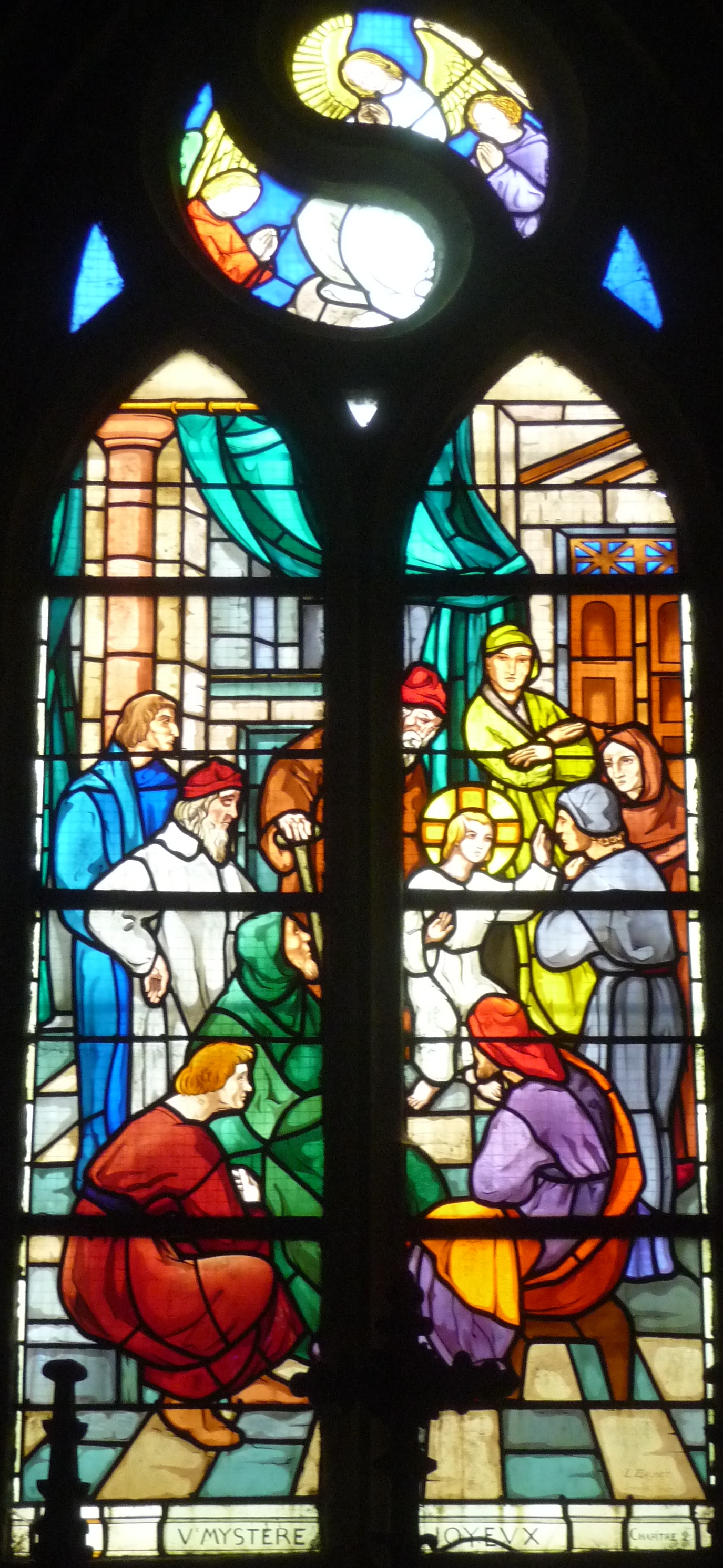
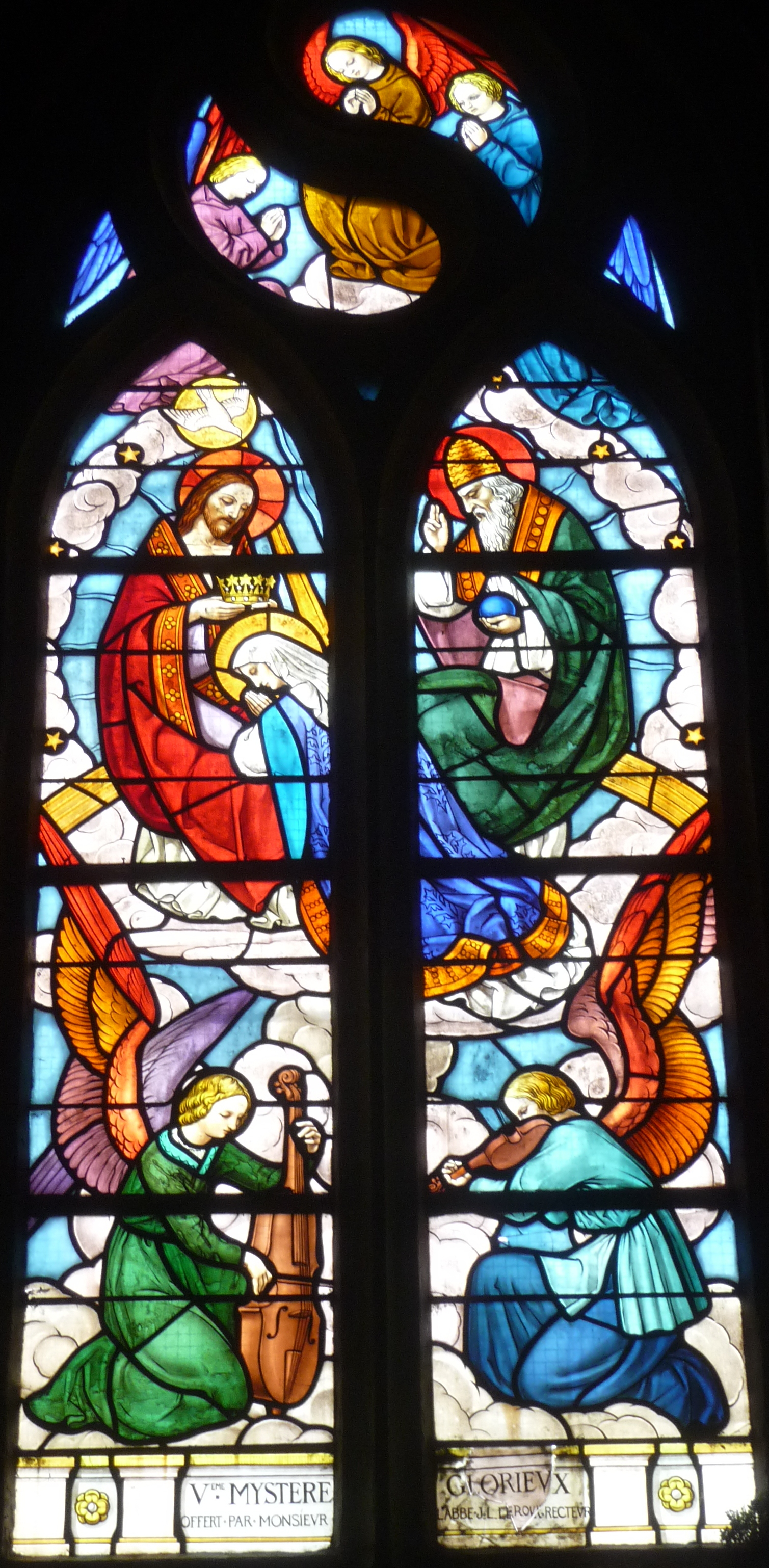
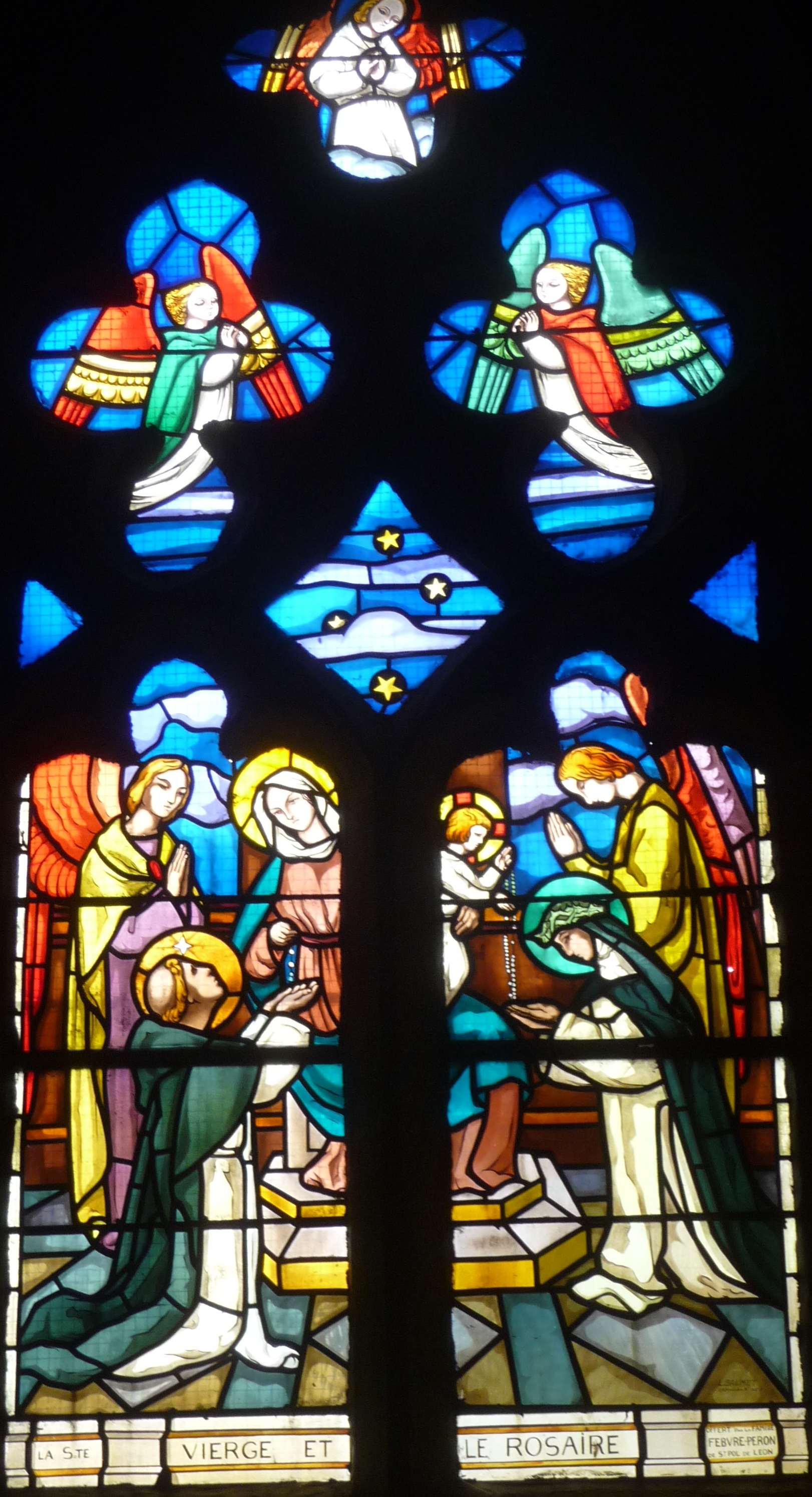
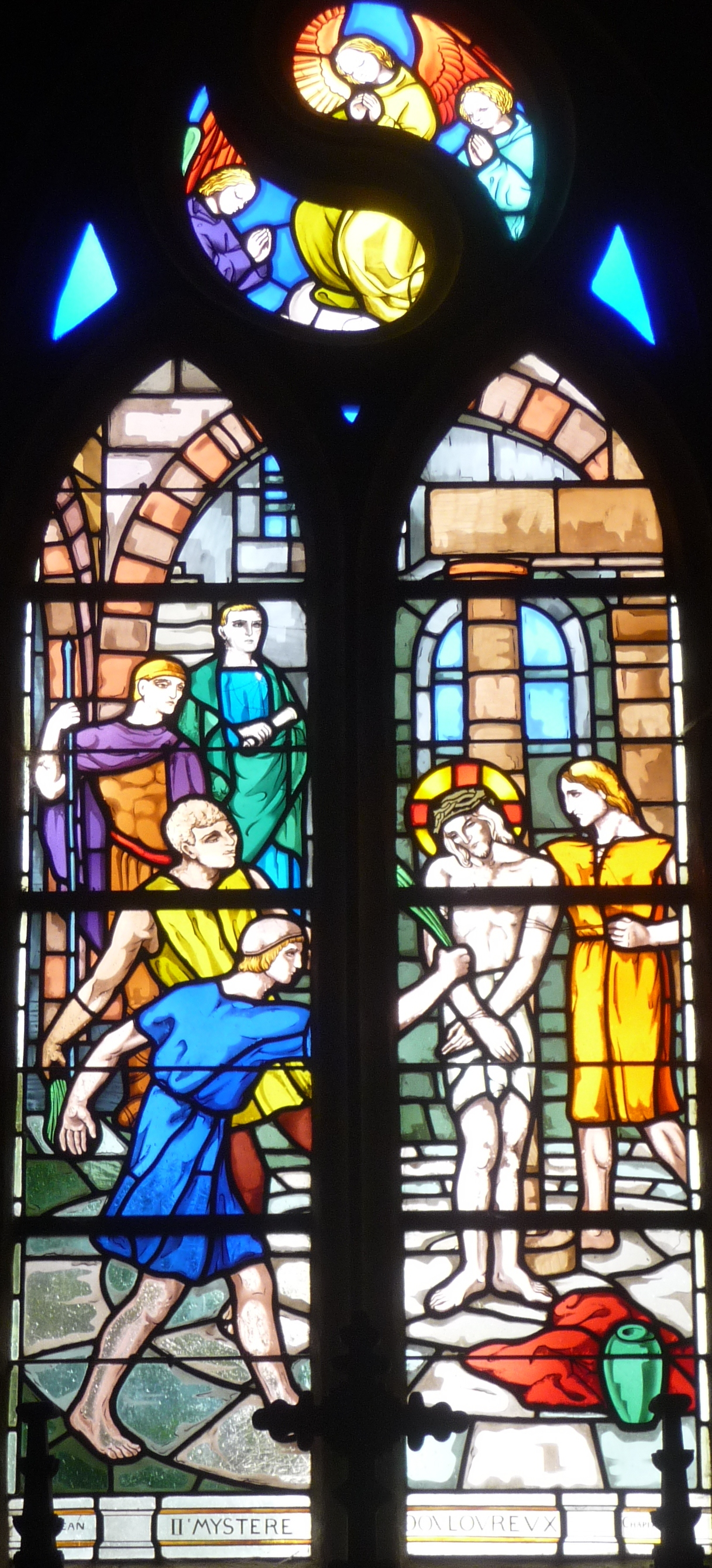
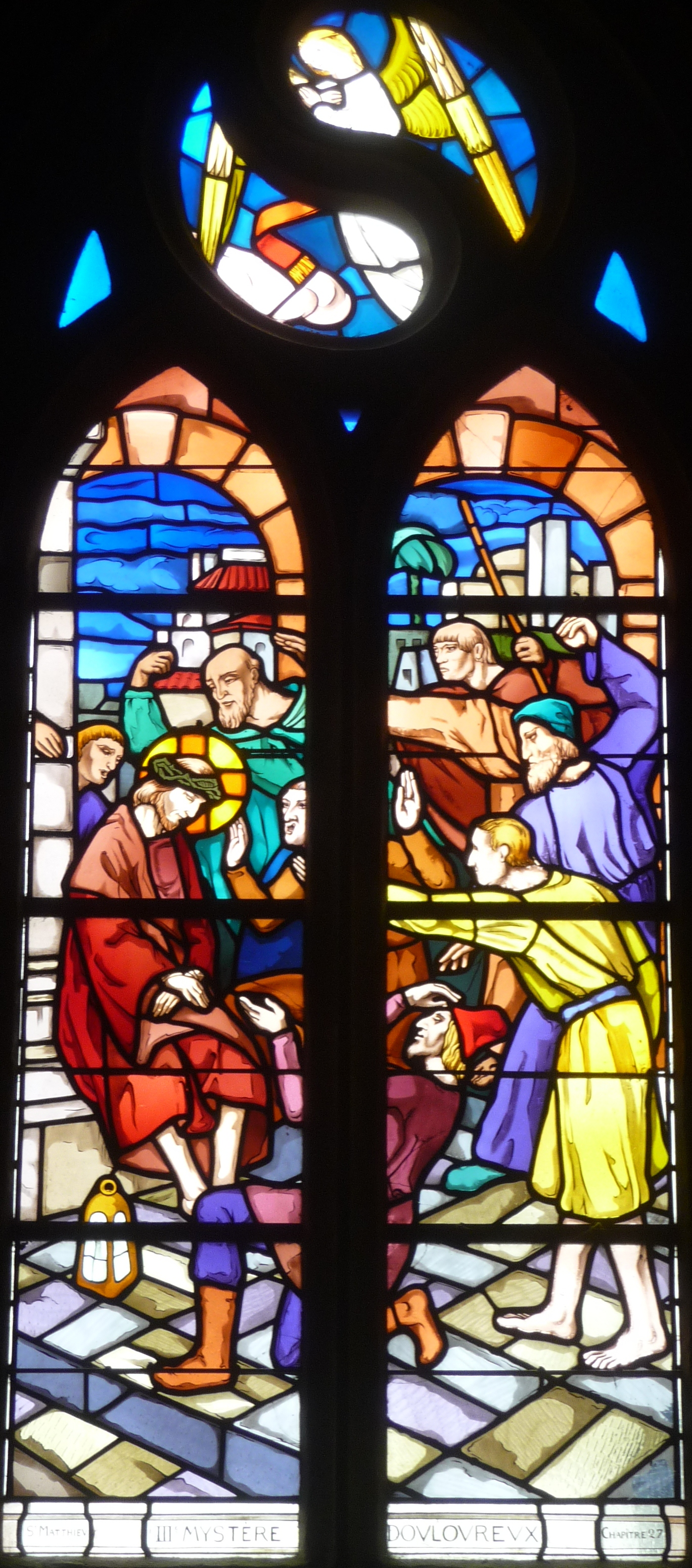
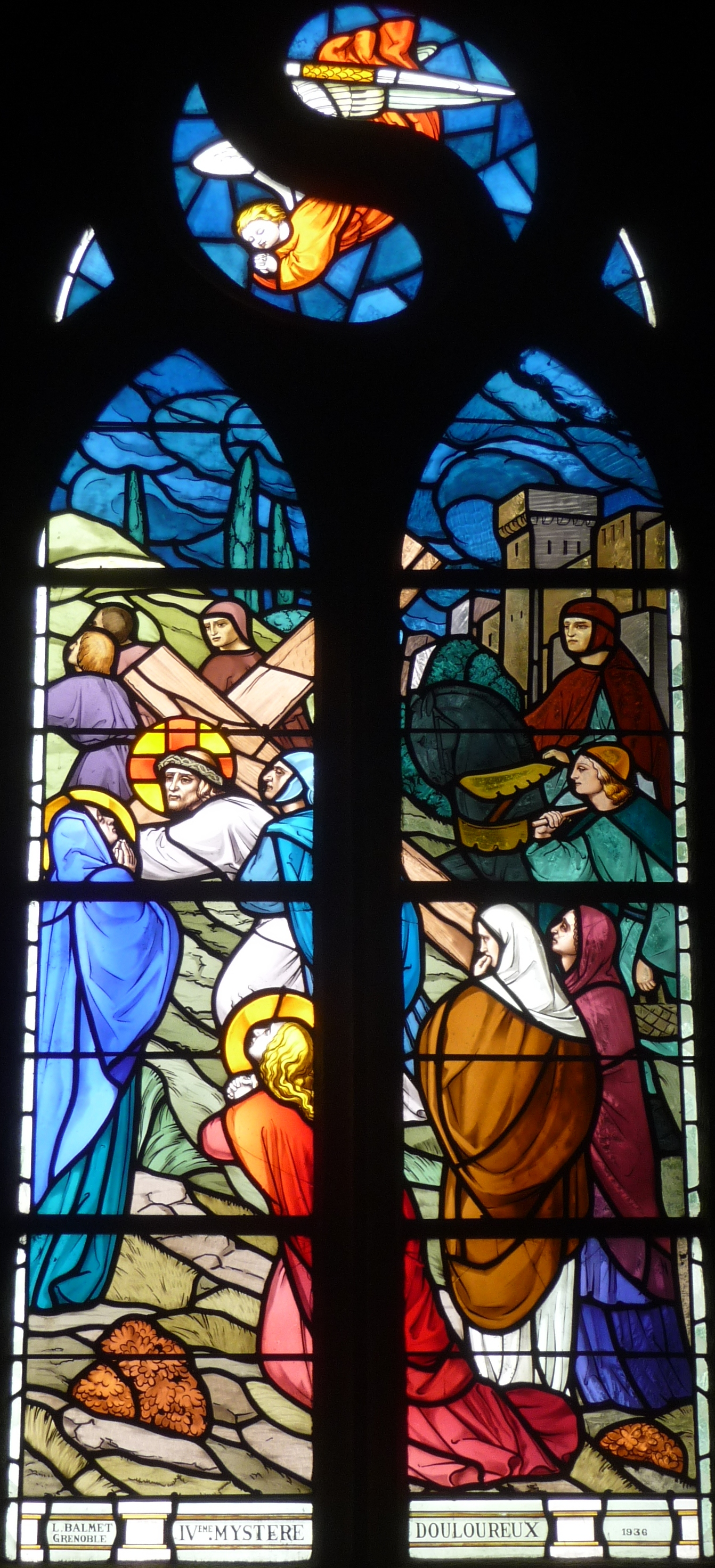
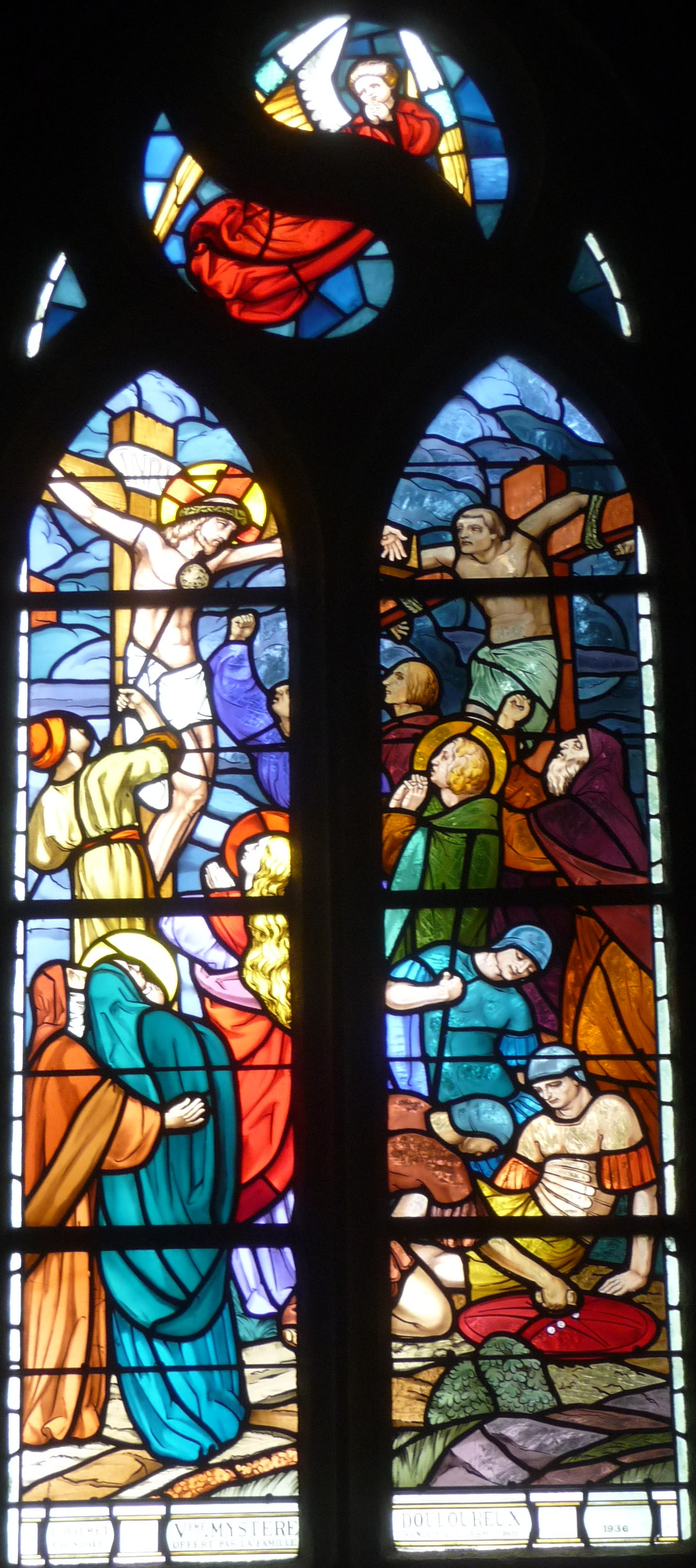
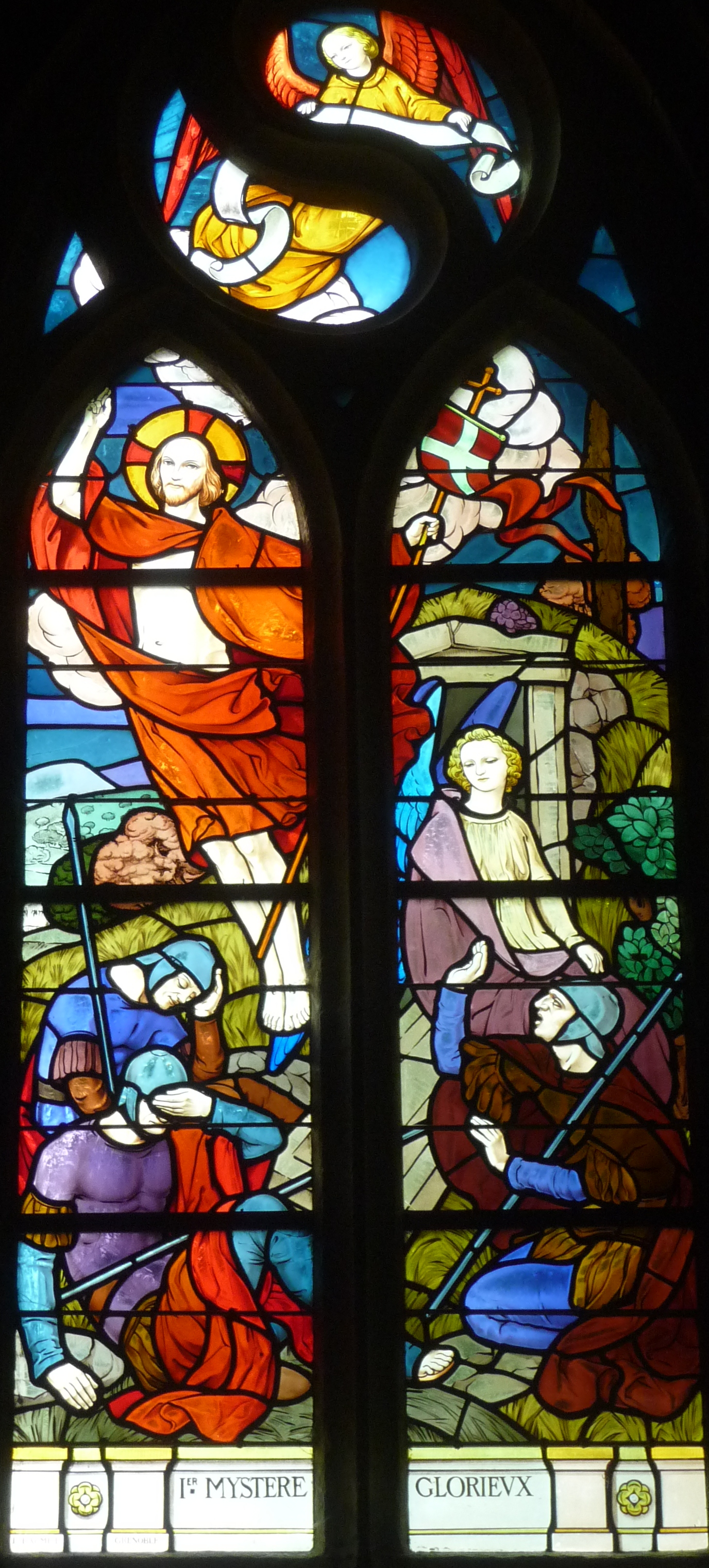

## Mobilier

### Jubé
Le jubé de la chapelle de Lambader est situé à la jonction des cinquième et sixième travées de l'édifice. Construit en bois de chêne, il affecte une architecture flamboyante. Cette œuvre sculptée présente des affinités certaines avec le jubé de la chapelle de Kerfons  sise en Ploubezre. Dépourvu aujourd'hui de toute polychromie, il date du dernier quart du XVe siècle, voire du début du XVIe siècle. L'art de la Renaissance y fait une timide apparition, les panneaux de la galerie, enchâssés dans des arcs en accolade, s'ornant de vases, rinceaux et autres motifs italianisants.

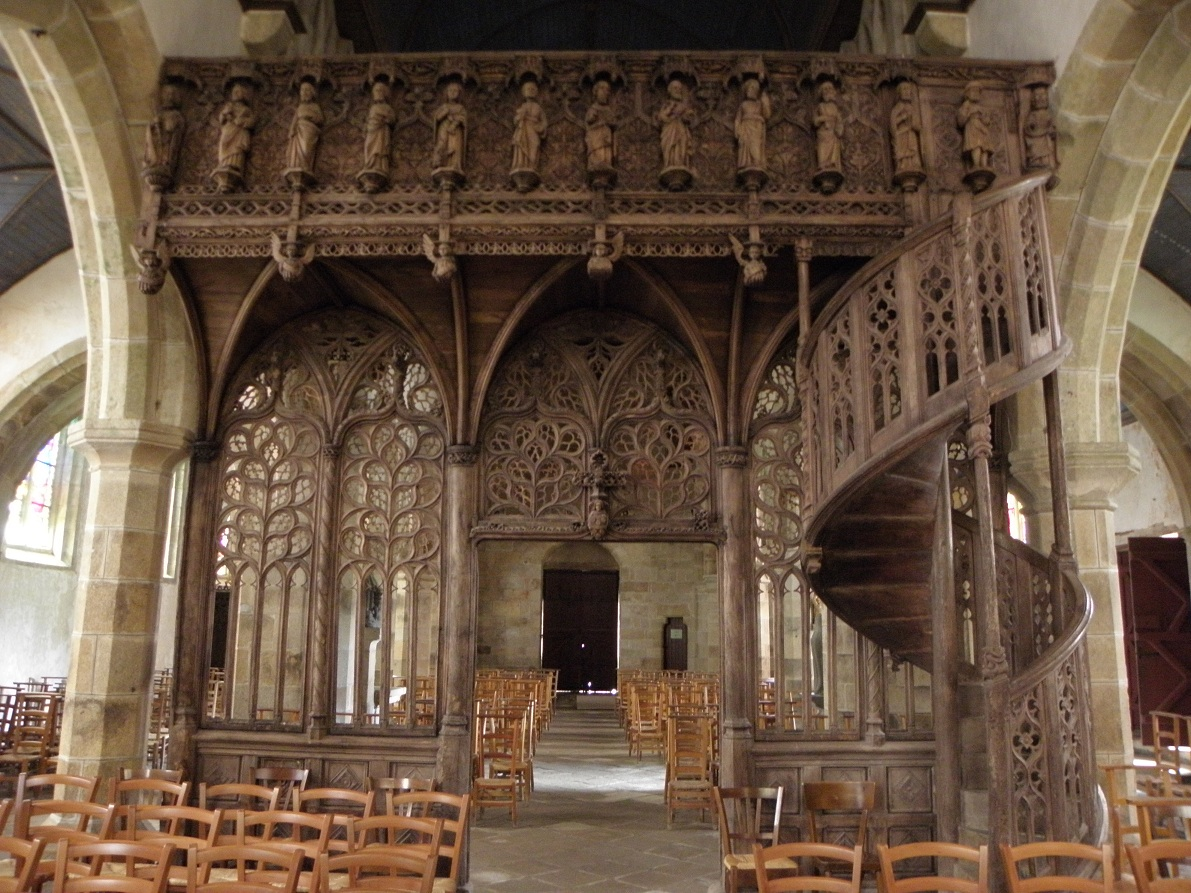
Vue d'ensemble
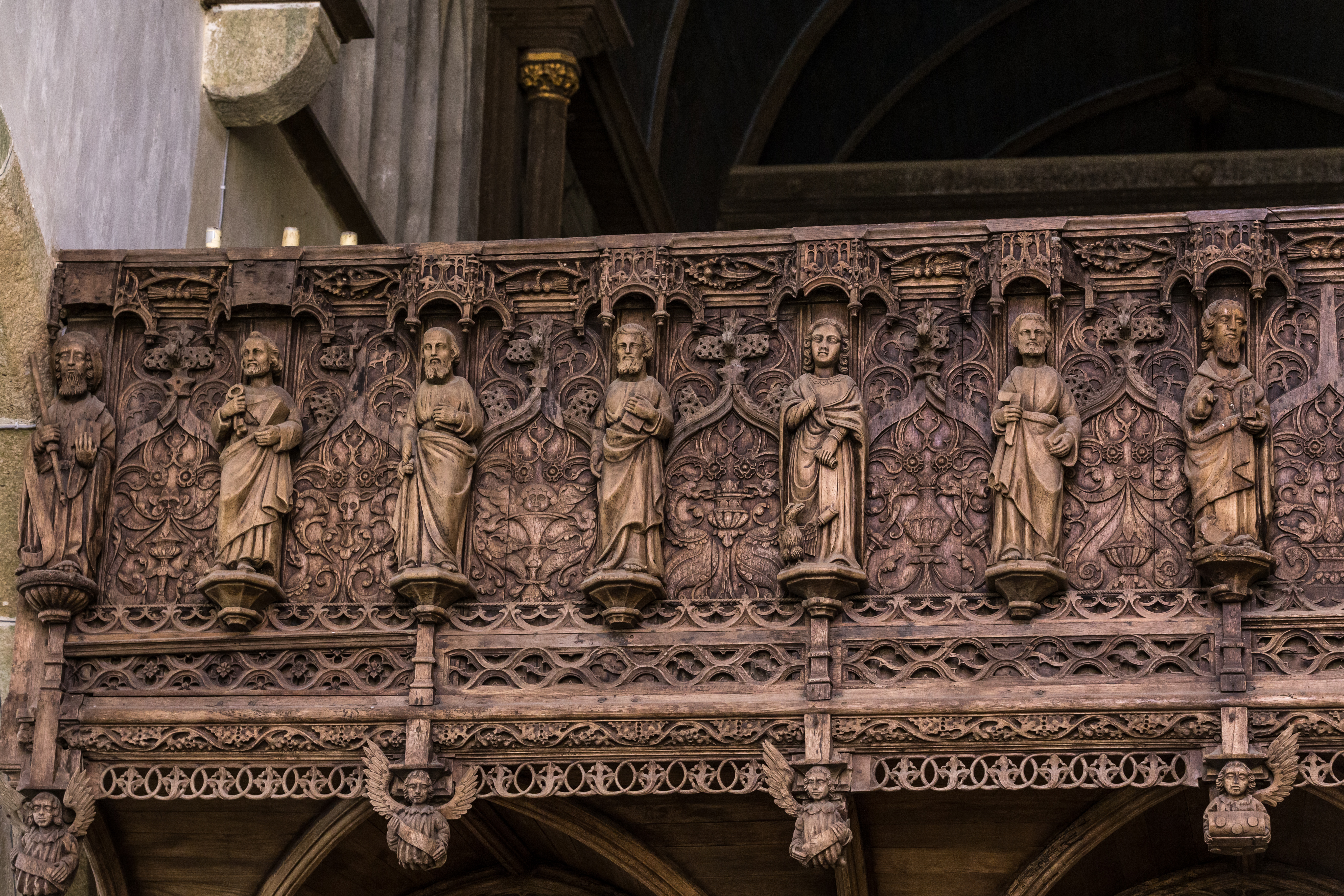
Détails des apôtres
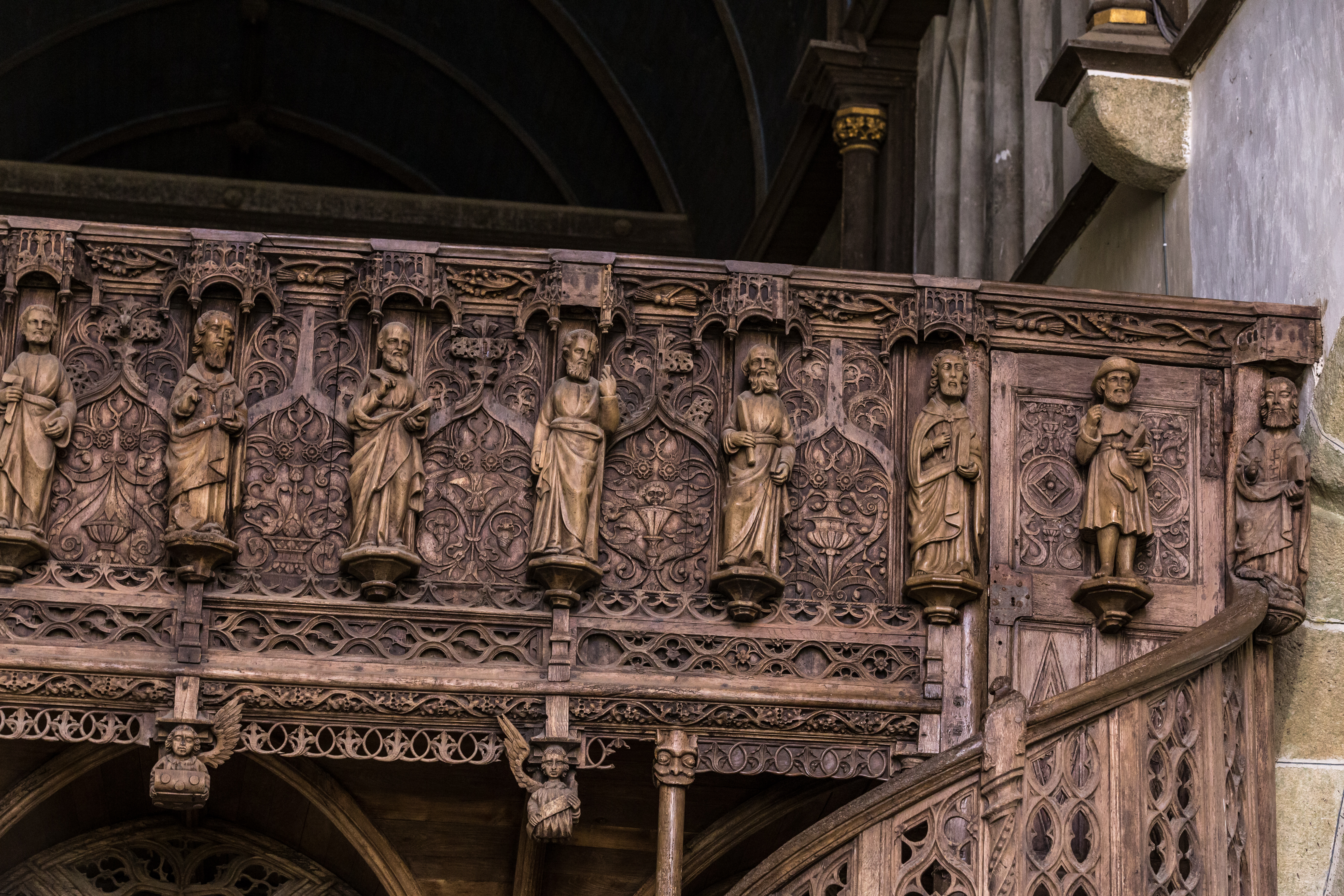
Détails des apôtres

### Statuaire

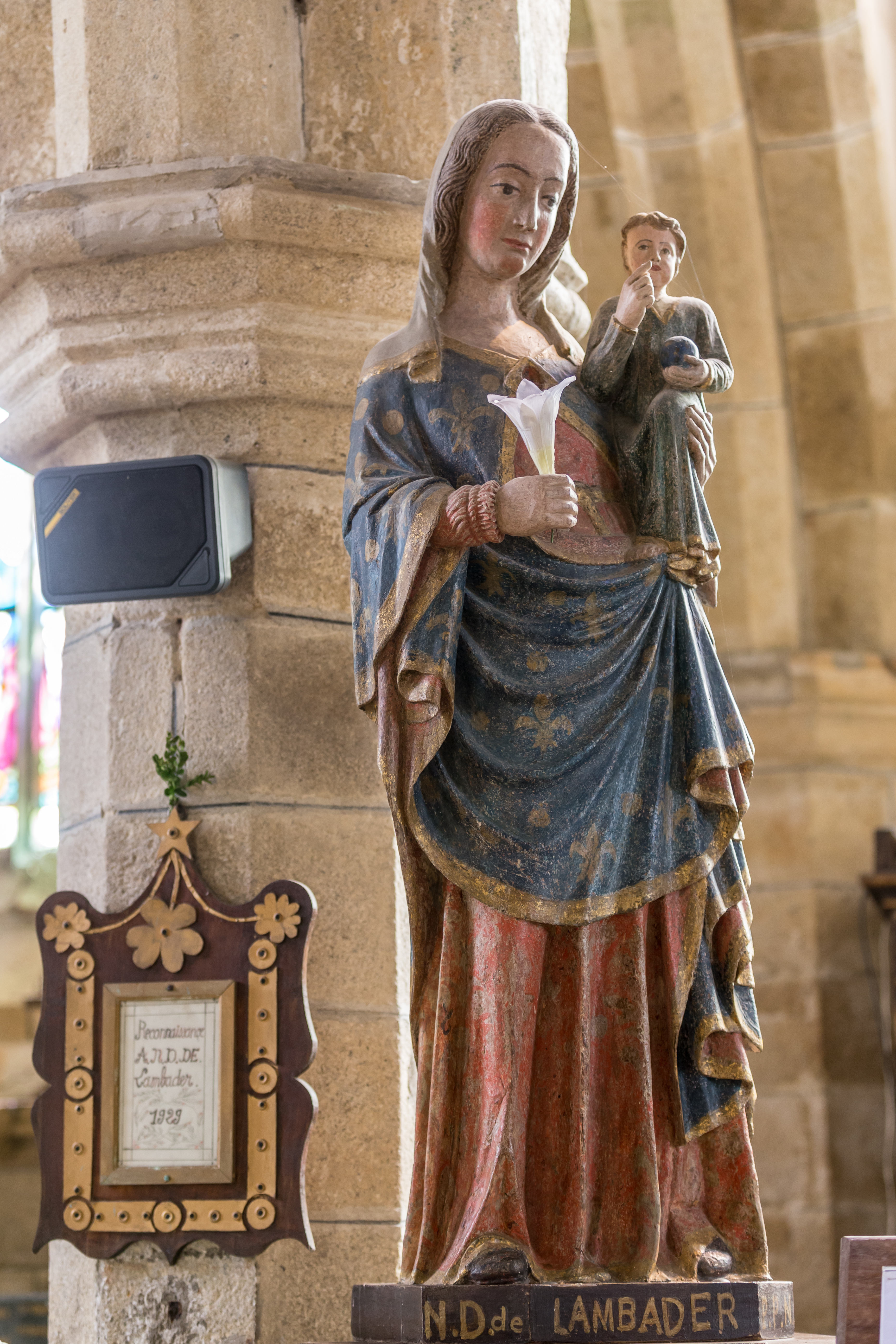
Notre-Dame de Lambader
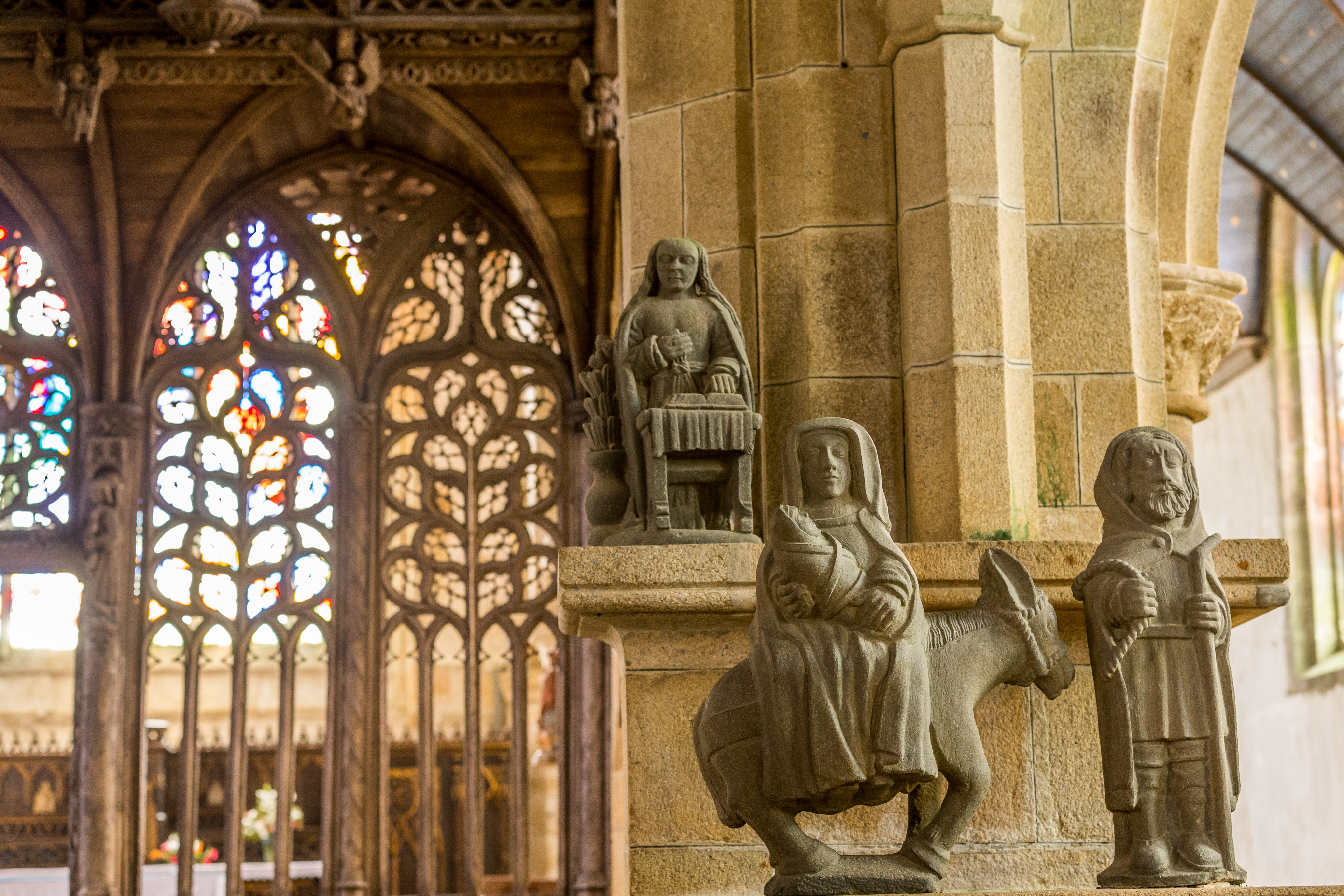
Fuite en Egypte
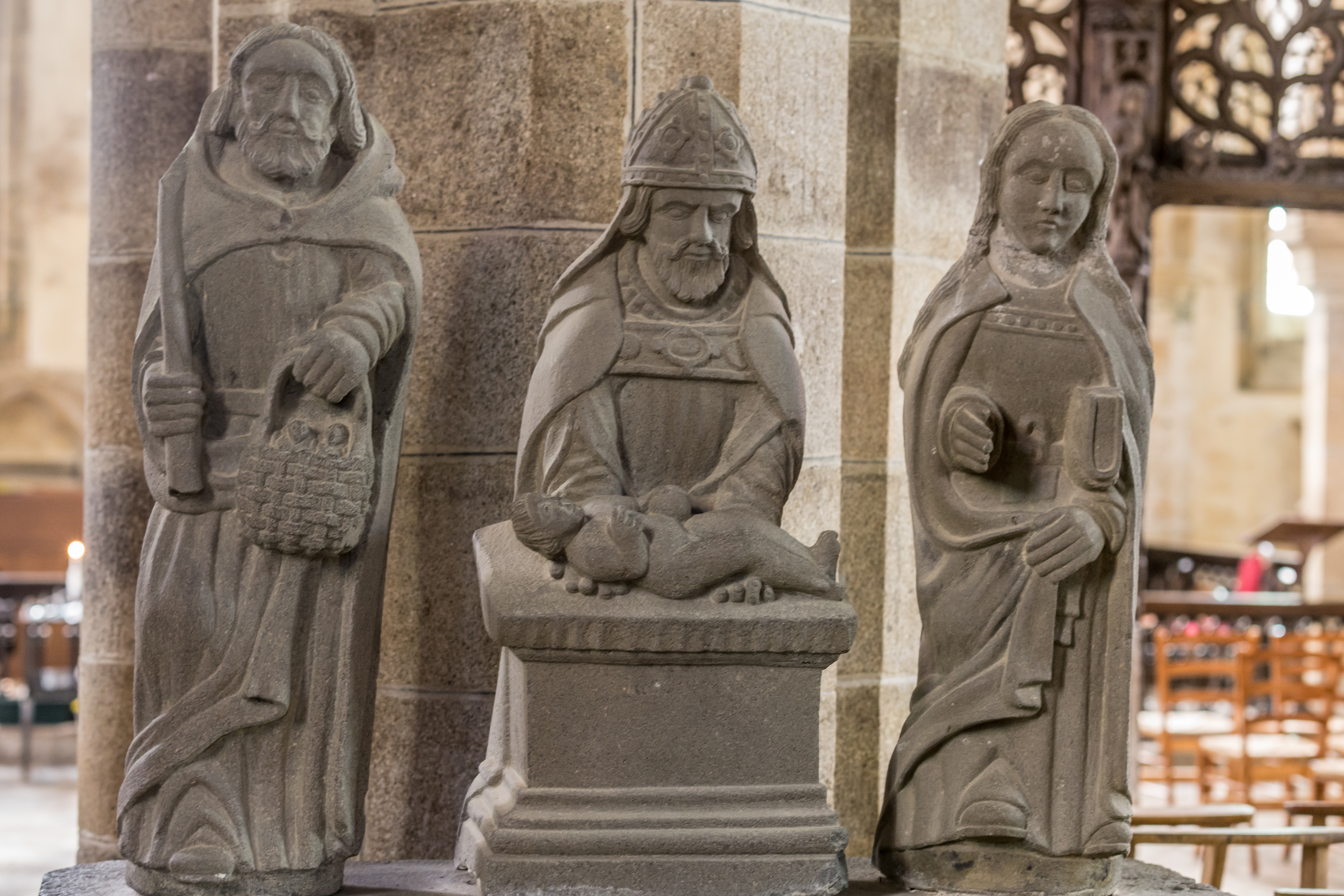
Présentation au Temple
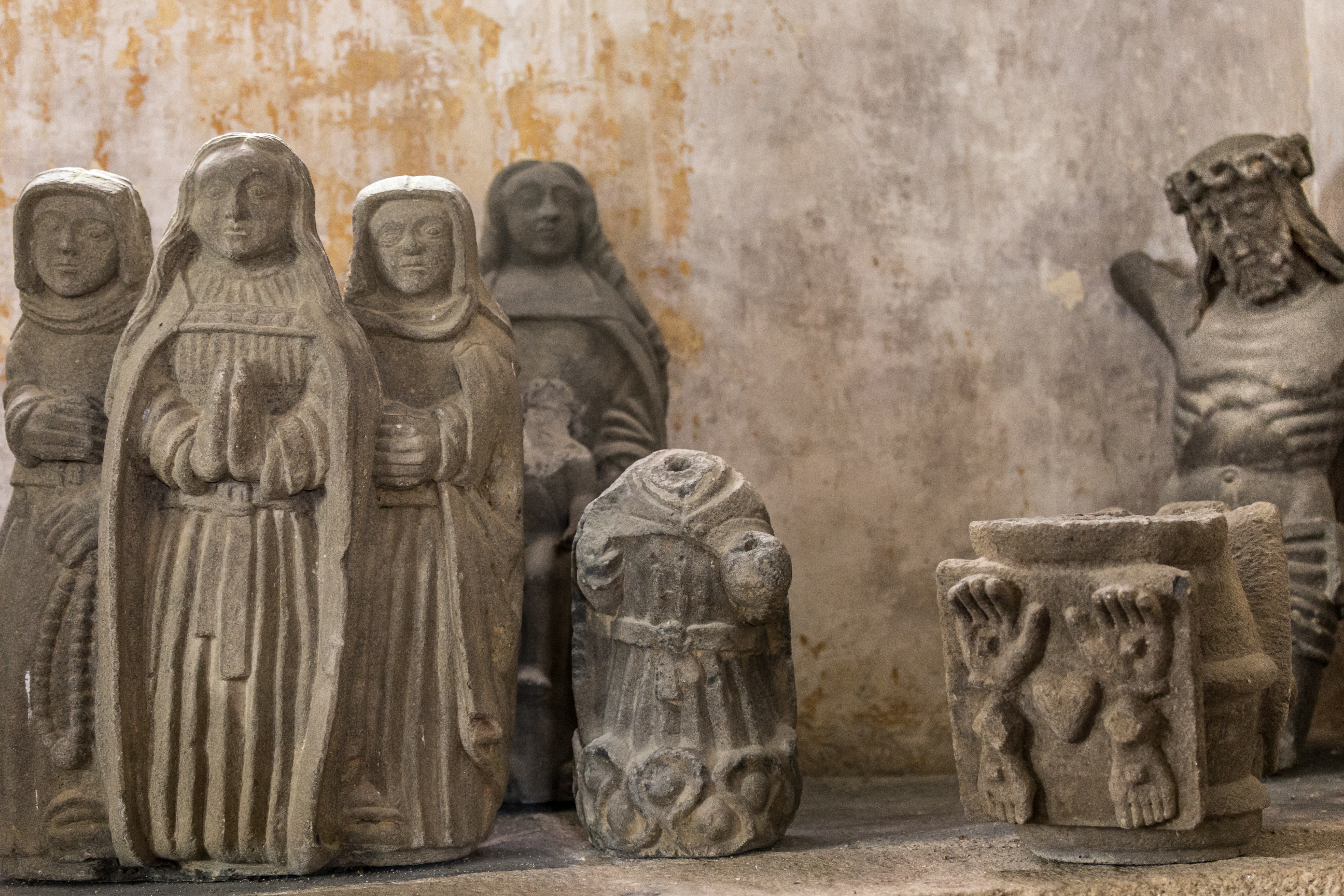